# New Orleans Saints 1985

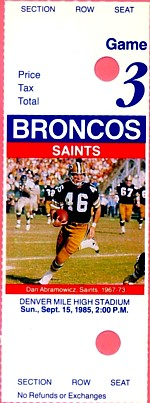
Un biglietto per la partita del 15 settembre 1985 tra Saints e Denver Broncos

La stagione 1985 dei New Orleans Saints è stata la 19ª della franchigia nella National Football League. La squadra terminò con 5 vittorie e 11 al terzo posto della propria division, non riuscendo ancora a centrare i primi playoff della sua storia.
Il 31 maggio 1985 fu finalizzato l'accordo che prevedeva la cessione della franchigia a Tom Benson per una cifra di 70 milioni di dollari.

## Roster
| Roster dei New Orleans Saints nel 1985 |
| --- |
| Quarterback - 3 Bobby Hebert - 19 Guido Merkens - 11 Richard Todd - 18 Dave Wilson Running Back - 22 Tyrone Anthony - 35 Earl Campbell - 43 Bobby Fowler - 46 Hokie Gajan - 30 Wayne Wilson Wide Receiver - 88 Eugene Goodlow - 86 Jeff Groth - 84 Eric Martin - 83 Carl Roaches - 80 Lindsay Scott Tight End - 85 Hoby Brenner - 87 Larry Hardy - 82 John Tice Offensive Linemen - 67 Stan Brock T - 68 Kelvin Clark G - 63 Brad Edelman G - 77 Daren Gilbert T - 61 Joel Hilgenberg C/G - 60 Steve Korte C/G - 64 Dave Lafary T - 71 Petey Perot G - 70 Jim Rourke G - 79 Ralph Williams T Defensive Linemen - 75 Bruce Clark DE - 99 Tony Elliott NT - 97 Jumpy Geathers DE - 74 Derland Moore NT - 73 Frank Warren DE - 94 Jim Wilks DE Linebacker - 50 Jack Del Rio ILB - 92 James Haynes - 57 Rickey Jackson OLB - 55 Joe Kohlbrand ILB - 52 Jim Kovach - 51 Whitney Paul - 53 Scott Pelluer - 58 Glen Redd - 54 Alvin Toles - 56 Dennis Winston Defensive Back - 20 Russell Gary SS - 24 Terry Hoage FS - 39 Brett Maxie SS - 25 Johnnie Poe CB - 47 David Rackley CB - 26 Willie Tullis CB - 49 Frank Wattelet FS - 44 Dave Waymer CB Special Team - 7 Morten Andersen K - 10 Brian Hansen P |
| Legenda - I rookie sono in corsivo. - Il primo ruolo è il principale mentre gli eventuali successivi indicano i ruoli secondari. - (IR) sta per Injured Reserve ed indica la lista ristretta per un solo giocatore infortunato che può tornare ad allenarsi dopo la settimana 6 e a rientrare in prima squadra dopo che questa ha giocato 8 partite. - (NF-Inj.) / (NF-Ill.) stanno rispettivamente per Non-Football Injured e Non-Football Illness ed indicano le liste dove viene inserito un giocatore che ha un infortunio o una malattia non dipendente dal football americano. - (PUP) sta per Physically Unable to Perform ed indica la lista dove viene inserito un giocatore mentre è in attesa di recuperare la condizione fisica. Nella stagione regolare dopo la sesta partita giocata dalla propria squadra, il giocatore ha tempo tre settimane per riprendere ad allenarsi, più tre settimane aggiuntive dal suo rientro agli allenamenti per rientrare in prima squadra. |

## Calendario
| Stagione regolare |                        |           |
| Turno             | Settimana              | Risultato |
| 1                 | Kansas City Chiefs     | S 47–27   |
| 2                 | at Denver Broncos      | S 34–23   |
| 3                 | Tampa Bay Buccaneers   | V 20–13   |
| 4                 | at San Francisco 49ers | V 20–17   |
| 5                 | Philadelphia Eagles    | V 23–21   |
| 6                 | at Los Angeles Raiders | S 23–13   |
| 7                 | at Atlanta Falcons     | S 31–24   |
| 8                 | New York Giants        | S 21–13   |
| 9                 | at Los Angeles Rams    | S 28–10   |
| 10                | Seattle Seahawks       | S 27–3    |
| 11                | at Green Bay Packers   | S 38–14   |
| 12                | at Minnesota Vikings   | V 30–23   |
| 13                | Los Angeles Rams       | V 29–3    |
| 14                | at St. Louis Cardinals | S 28–16   |
| 15                | San Francisco 49ers    | S 31–19   |
| 16                | Atlanta Falcons        | S 16–10   |

## Classifiche
| NFC West               |    |    |   |      |     |      |     |     |     |
|                        | V  | S  | P | %    | DIV | CONF | PF  | PS  | STR |
| Los Angeles Rams(2)    | 11 | 5  | 0 | .688 | 3–3 | 8–4  | 340 | 277 | S1  |
| San Francisco 49ers(5) | 10 | 6  | 0 | .625 | 4–2 | 7–5  | 411 | 263 | V2  |
| New Orleans Saints     | 5  | 11 | 0 | .313 | 2–4 | 5–7  | 294 | 401 | S3  |
| Atlanta Falcons        | 4  | 12 | 0 | .250 | 3–3 | 4–8  | 282 | 452 | V2  |